# Lijst van beschermd erfgoed in de gemeente Goesdorf

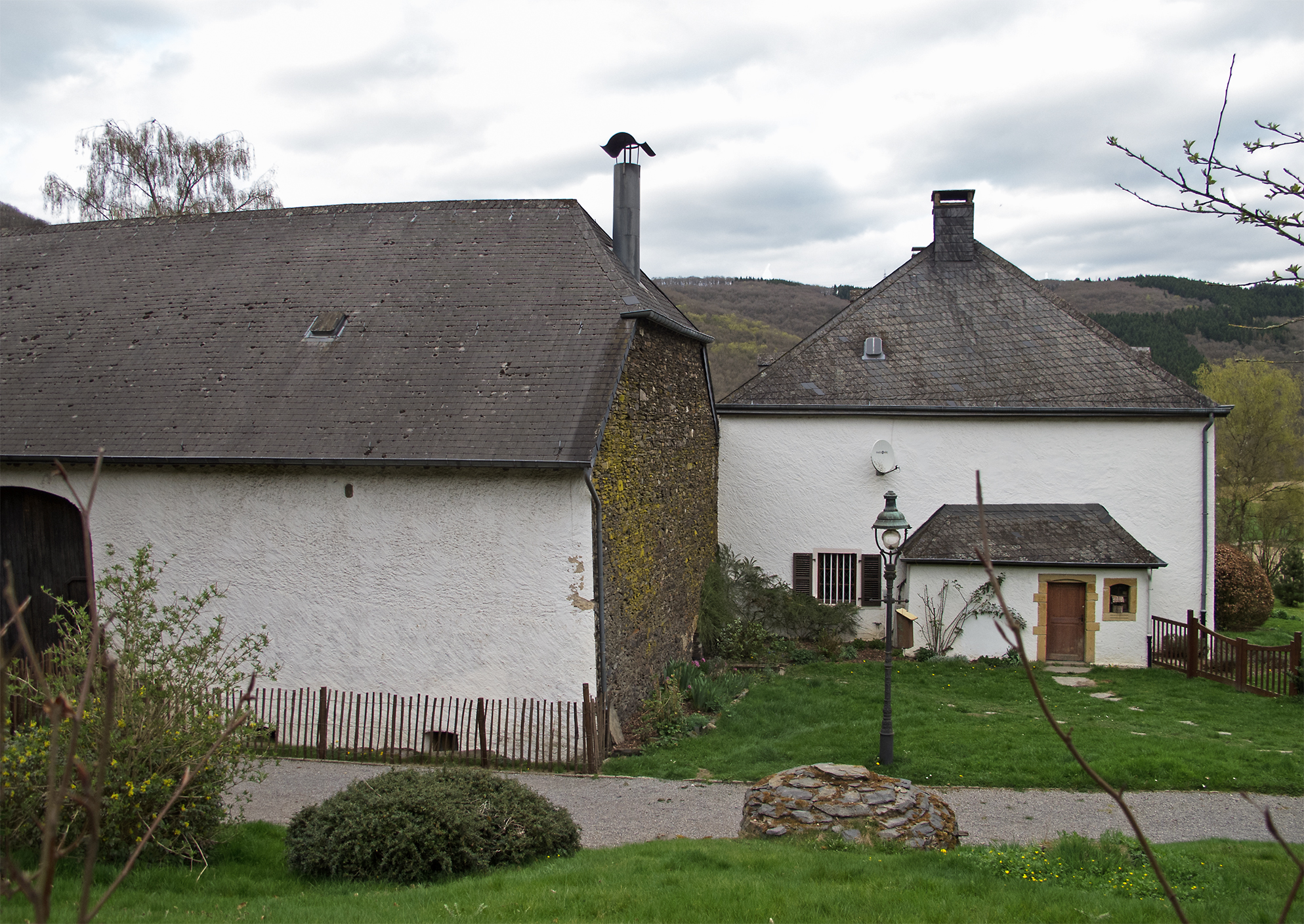
Ferme d'Huart

In deze lijst van beschermd erfgoed in de gemeente Goesdorf zijn alle geclassificeerde nationale monumenten van de Luxemburgse gemeente Goesdorf opgenomen.

## Monumenten per plaats

### Bockholtz
| Object                                            | Bouwjaar/architect | Locatie | Datum beschermd?      | Coördinaten | Afbeelding |
| ------------------------------------------------- | ------------------ | ------- | --------------------- | ----------- | ---------- |
| Gebouw genaamd «Ferme d’Huart» met huis en plaats |                    |         | 5 september 1999 (IS) |             |            |

## Bron
- Liste des immeubles et objets classés monuments nationaux ou inscrits à l'inventaire supplémentaire